# The Vagabond Lover (film 1929)
The Vagabond Lover è un film del 1929 diretto da Marshall Neilan.

## Produzione
Il film fu prodotto dalla RKO Radio Pictures.

## Distribuzione
Il copyright del film, richiesto dalla RKO Distributing Corp., fu registrato il 25 novembre 1929 con il numero LP970
Distribuito dalla RKO Radio Pictures, il film uscì nelle sale cinematografiche statunitensi il 1º dicembre 1929 dopo essere stato presentato in prima a New York il 24 novembre.